# Seat Ronda
Der Seat Ronda des spanischen Automobilherstellers Seat ist eine fünftürige Kombilimousine der Kompaktklasse, die ab Mitte 1982 mit verändertem Design und überarbeiteten Motoren als Nachfolger des Seat Ritmo gebaut wurde.
Die stilistischen Überarbeitungen wurden von Rayton Fissore und Tom Tjaarda durchgeführt. In Deutschland umfasste das Programm zunächst folgende Modelle:
- Seat Ronda 1.2 mit 1188 cm³ und 47 kW (64 PS), Höchstgeschwindigkeit 145 km/h
- Seat Ronda 1.6 mit 1577 cm³ und 68 kW (92,5 PS), Höchstgeschwindigkeit 170 km/h
- Seat Ronda 1.7 D mit 1714 cm³ und 41 kW (56 PS), Höchstgeschwindigkeit 140 km/h

Bereits im Herbst 1984 ließ sich Seat von Porsche eine neue Motorenpalette System Porsche  und Getriebe konstruieren. Außerdem hatten die neue Motoren eine elektronische Zündung und Vergaser. Der Dieselmotor blieb unverändert. Daher trugen die neuen Modelle auch das P (für Porsche) in der Typenbezeichnung:
- Seat Ronda P 1.2 mit 1193 cm³ und 46 kW (63 PS), Höchstgeschwindigkeit 148 km/h
- Seat Ronda P 1.5 mit 1461 cm³ und 62,5 kW (85 PS), Höchstgeschwindigkeit 166 km/h
- Seat Ronda P Crono 2.0 mit 1995 cm³ und 88 kW (120 PS), Höchstgeschwindigkeit 190 km/h

Im Frühjahr 1985 erschien die auf dem Ronda P basierende Stufenhecklimousine Malaga.
Ende 1986 wurde die Produktion des Seat Ronda P eingestellt. 
1984 wurde mit dem Ibiza das erste komplett neu designte und eigenständige SEAT-Modell auf den Markt gebracht. Basierend auf der Plattform des Ronda war eine neue Karosserie von Giugiaro entwickelt worden und markierte damit auch optisch deutlich das Ende der Zusammenarbeit mit FIAT. Der Erfolg des Ibiza stellte das Überleben von SEAT als Automobilhersteller sicher, bis es 1986 vom Volkswagen-Konzern übernommen wurde. 

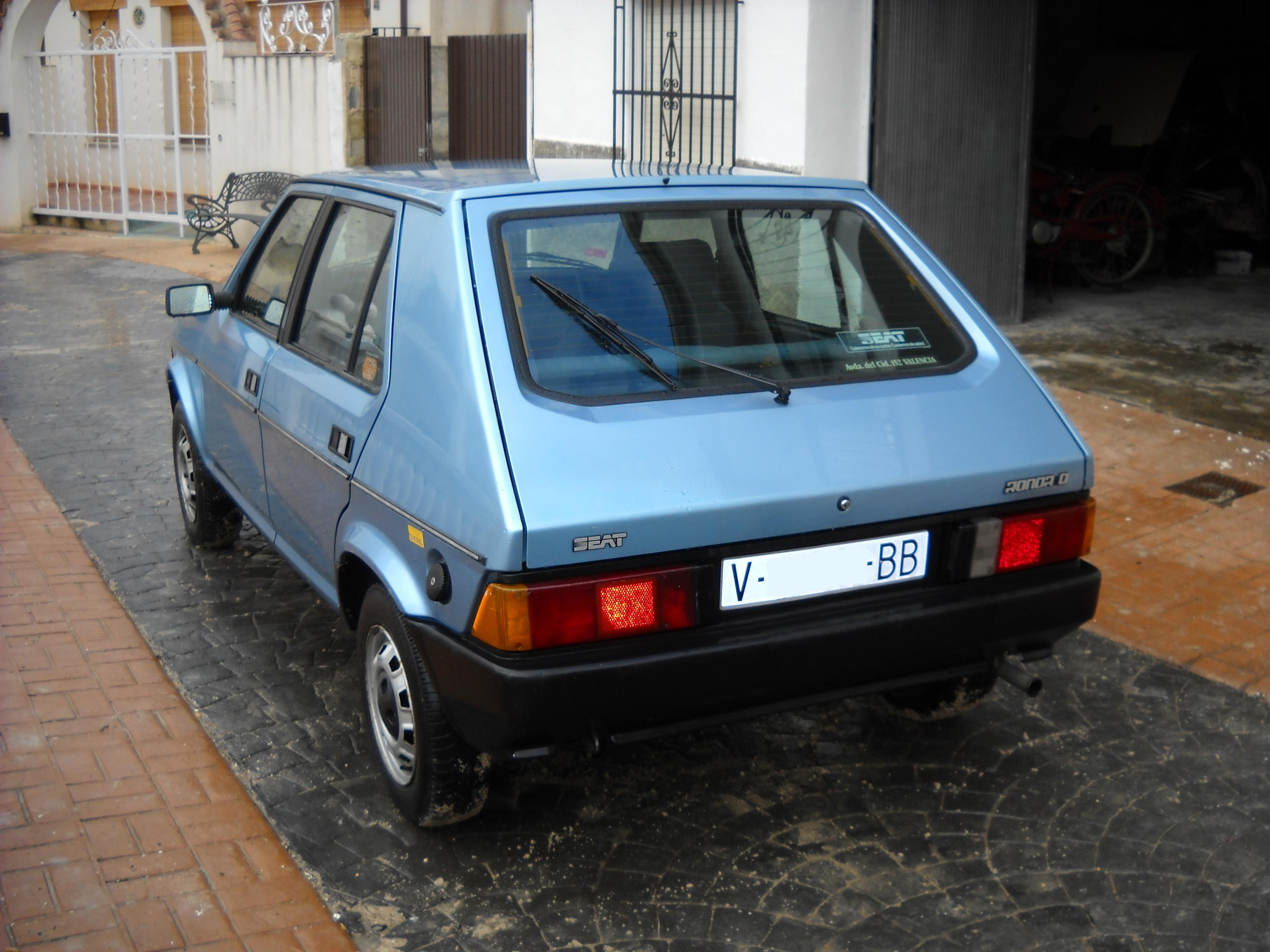
Heckansicht